# 纤细冷水花
纤细冷水花（学名：Pilea gracilis）为荨麻科冷水花属的植物，为中国的特有植物。分布在中国大陆的云南等地，生长于海拔800米至1,600米的地区，常生于常绿阔叶混交林下阴湿处及长苔藓的石上，目前尚未由人工引种栽培。
其种加词来源于拉丁文“gracilis”，意为“纤细的”。